# Tamandua
Tamandua é um gênero de mamíferos da família Myrmecophagidae. É um animal de aparência curiosa. Sua cabeça alongada, que se prolonga pelo focinho, parece um grande tubo. Por não possuir dentes, ele usa as fortes patas dianteiras, dotadas de grandes garras, para destruir formigueiros e cupinzeiros. Quando os insetos fogem, o tamanduá os captura com a língua fina e comprida.
Três espécies são reconhecidas: 
- Tamandua mexicana (Saussure, 1860)
- Tamandua tetradactyla (Linnaeus, 1758)
- Tamandua tridactyla, conhecido como Tamanduá-bandeira